# Holmfast
Holmfast, eller Holvaster, är ett fornnordiskt mansnamn sammansatt av holme (fornnordiska hólmber eller hólmr) och fastr, = . Det ingår bland kända runstensnamn.
Namnet är knappt existerande hos nu levande i Sverige, med endast 1 bärare (statistik hämtat från Statistiska centralbyrån 28 december 2018). I senare former har namnet figurerat bland svenskar som Holvaster inpå 1800-talet, då med spridning på Södertörn, med en koncentration kring Sorunda socken. 